# Vochtig subtropisch klimaat

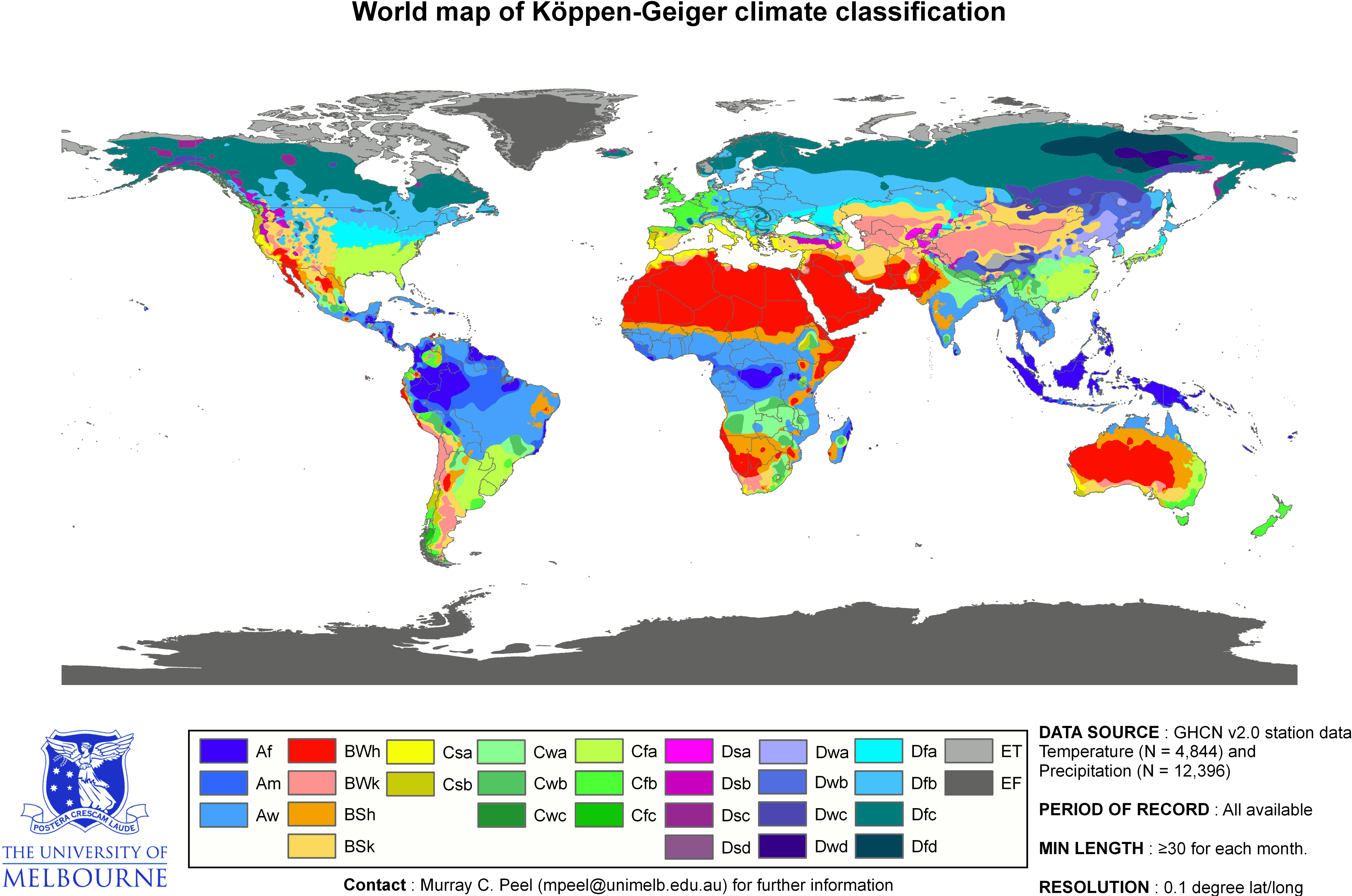
Globale verdeling van de klimaatzones volgens de klimaatclassificatie van Köppen. Het vochtig subtropische klimaat is aangegeven in lichtgroen

Met het vochtig subtropische klimaat (Köppen: Cfa en Cwa) wordt een bepaald type klimaat dat enerzijds bepaalde kenmerken met een landklimaat en anderzijds kenmerken met een subtropisch en/of tropisch klimaat gemeenschappelijk heeft bedoeld. In de meteorologie wordt ook wel van een "subtropisch regenklimaat" of "gematigd regenklimaat" gesproken.
Het Cwa-klimaat wordt ook wel een warm chinaklimaat of gematigd savanneklimaat genoemd. Het Cfa-klimaat staat ook bekend als het warm zeeklimaat. Soms wordt enkel het Cfa-klimaat bedoeld met de naam "vochtig subtropisch klimaat".

## Kenmerken
Een vochtig-subtropische klimaat wordt in het algemeen gekenmerkt door veel neerslag die meer of minder gelijkmatig over het hele jaar verdeeld is. Het onderscheidt zich hierdoor van een echt landklimaat. Ook zijn er grotere thermische amplituden ofwel temperatuurverschillen tussen zomer en winter dan in een tropisch of subtropisch klimaat het geval is. De zomers in een vochtig subtropisch klimaatgebied lijken op die in de vochtige tropen. Ze zijn over het algemeen zeer heet en bovendien natter dan de zomers in een mediterraan klimaat, met veel onweer en sporadisch tropische cyclonen. Anderzijds kent een vochtig-subtropisch klimaatzone over het algemeen koude winters met veel zware stormen en overvloedige sneeuwval, dit als gevolg van de van west naar oost waaiende westenwinden. Er zijn echter gebieden met milde winters die eveneens tot de vochtig-subtropische klimaatzones gerekend worden, zoals de Azoren (zie onder).
De benaming "subtropisch" is in dit verband overigens wat misleidend, aangezien de betreffende klimaatzones tot de C-categorie van Köppen behoren en daarmee tot het gematigd klimaat, dat slechts gedeeltelijk samenvalt met wat traditioneel een subtropisch klimaat genoemd wordt. (De term "subtropisch klimaat" wordt als zodanig weinig meer gebruikt om een type klimaat aan te duiden). Het vochtig subtropische klimaat wordt daarentegen wel beïnvloed door uit de subtropen afkomstige hogedrukgebieden die vanaf de op een lagere breedtegraad gelegen oceanische gebieden worden aangevoerd..

## Classificatie
Vochtig subtropische klimaten die in het classificatiesysteem van Köppen de code Cwa (droog-subtropisch) hebben worden in het algemeen gekarakteriseerd door drogere winters dan die met de code Cfa (vochtig-subtropisch). Deze laatste categorie komt het meeste voor. Volgens de Köppen-definitie moet in een vochtig-subtropische klimaatzone de gemiddelde temperatuur van de koudste maand van het jaar tussen de −3 °C en 18 °C liggen en in de warmste maand meer dan 22 °C bedragen. Er wordt verder onderscheid gemaakt tussen een droog en een nat seizoen. Van een droog seizoen is sprake wanneer de neerslag in de winter minder dan tien procent van die van de natste zomermaand bedraagt (Köppen: w). Wanneer dit verschil meer dan tien procent bedraagt en er gedurende elke zomermaand ten minste 40 mm neerslag valt òf meer dan 113× zoveel als in de natste wintermaand, is sprake van een nat seizoen (Köppen: f)

## Geografische spreiding

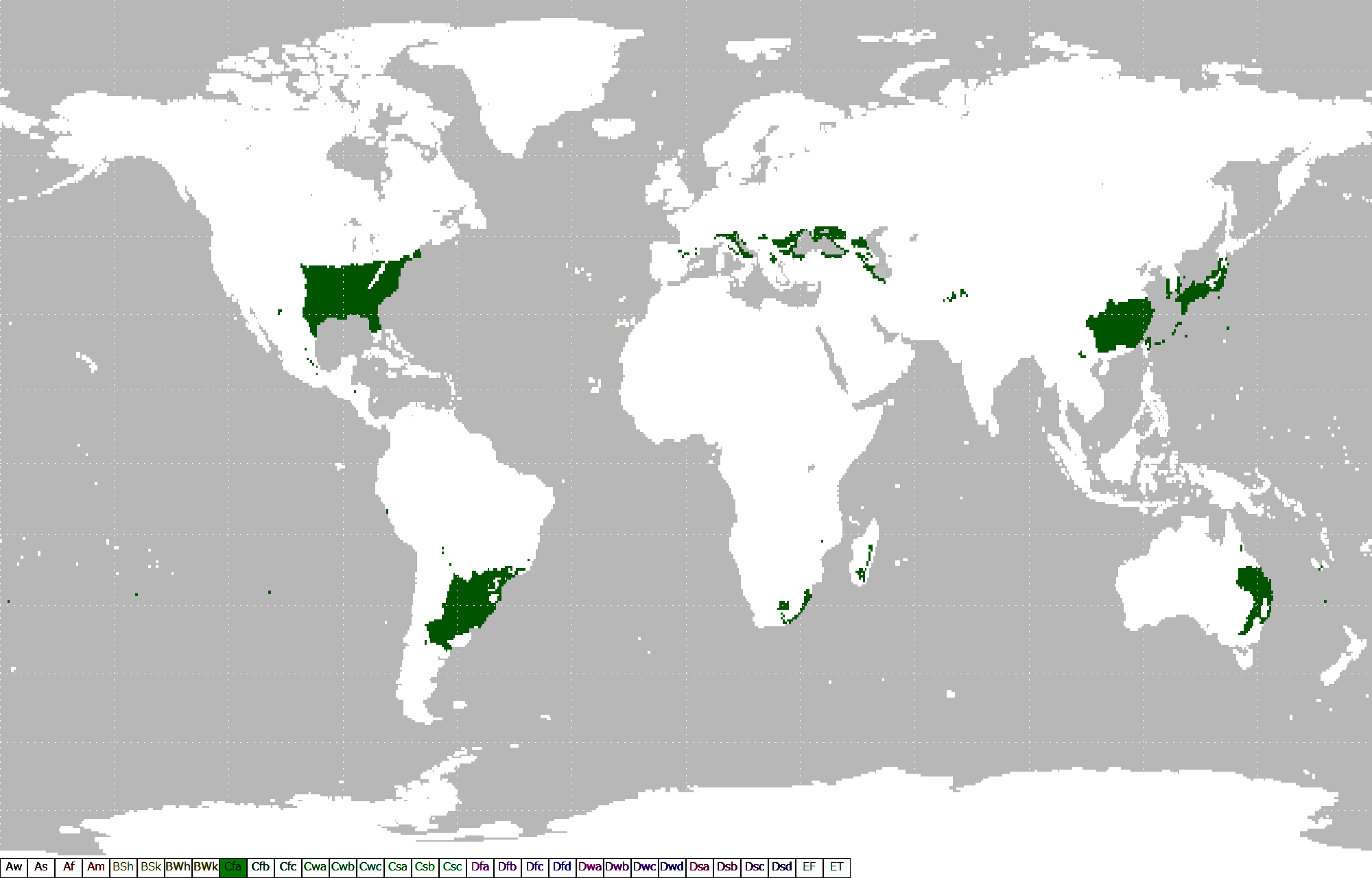
Globale verdeling van de vochtig-subtropische klimaatzones met de code Cfa in het classificatiesysteem van Köppen

Vochtige-subtropische klimaten worden aangetroffen in het zuidoostelijke deel van alle continenten behalve Antarctica. Zowel op het noordelijk als op het zuidelijk halfrond liggen ze tussen de 20e-25e en de 35e-45e breedtegraad, waarna ze overgaan in andere klimaattypen zoals het vochtig continentaal klimaat. Twee uitzonderingen in Europa op deze regel zijn de Povlakte en Toulouse, waar de vochtig subtropische klimaatzone tot aan de 46e breedtegraad reikt.

### Europa
In het grootste deel van Europa overheerst een zeeklimaat, doordat er vanaf de Atlantische Oceaan voortdurend een aanlandige wind waait. In sommige gebieden is de gemiddelde zomertemperatuur echter te hoog (> 22 °C in de warmste maand) om als deel van een zeeklimaat te kunnen worden aangemerkt. Dit geldt met name voor de volgende gebieden: Zuid-Frankrijk, Noord-Italië, het Iberisch Schiereiland, de kusten van Kroatië en Slovenië, een groot deel van Servië en Kosovo, het noordwesten van Bulgarije, delen van Roemenië, zuidoostelijk Oekraïne, westelijk Georgië en Azerbeidzjan. Hier valt veel zomerse neerslag en is er geen enkele maand waarin de gemiddelde temperatuur onder het vriespunt komt. Al deze klimaatzones hebben volgens het classificatiesysteem van Köppen de code Cfa.
Ook sommige eilanden die deel uitmaken van de Azoren - zoals het eiland Corvo - hebben een Cfa-klimaat. De winters zijn hier uitermate mild met een gemiddelde temperatuur van > 13 °C en ook regenachtig. De zomers zijn eveneens nat en daarnaast warm met een gemiddelde seizoenstemperatuur van 22 °C - 23 °C.

### Afrika
In Afrika wordt het vochtig-subtropische klimaat aangetroffen in twee afzonderlijke gebieden die beide ten zuiden van de evenaar liggen. Het Cwa-klimaat wordt hier aangetroffen in centraal Angola, het noordoostelijk deel van Zimbabwe, het zuiden van Mozambique (in het bijzonder de provincies Niassa, Manica en Tete), het zuiden van Kongo, het zuidwesten van Tanzania, een groot deel van Malawi en Zambia en de lagere delen van het Ethiopisch Hoogland.
Het Cfa-klimaat komt voor in een betrekkelijk klein gebied van Zuid-Afrika, in de twee provincies KwaZoeloe-Natal (bijvoorbeeld het gebied rond Durban) en Oost-Kaap. Doordat er hier voortdurend een aanlandige zeewind vanaf de oceaan waait, zijn de winters beduidend zachter dan in de Afrikaanse gebieden met een Cwa-klimaat. In Richards Bay is de gemiddelde minimumtemperatuur in de koudste maand bijvoorbeeld niet lager dan 12 °C, terwijl de gemiddelde maximumtemperatuur dan 23 °C is. De gemiddelde minimumtemperatuur is hier sinds de metingen in 1961 begonnen nog nooit onder de 4 °C gedaald. De neerslag valt in Richards Bay verspreid over het hele jaar, maar het meeste valt in de zomer. De gemiddelde hoeveelheid neerslag bedraagt er 172 mm in januari en 57 mm in juni.

### Azië

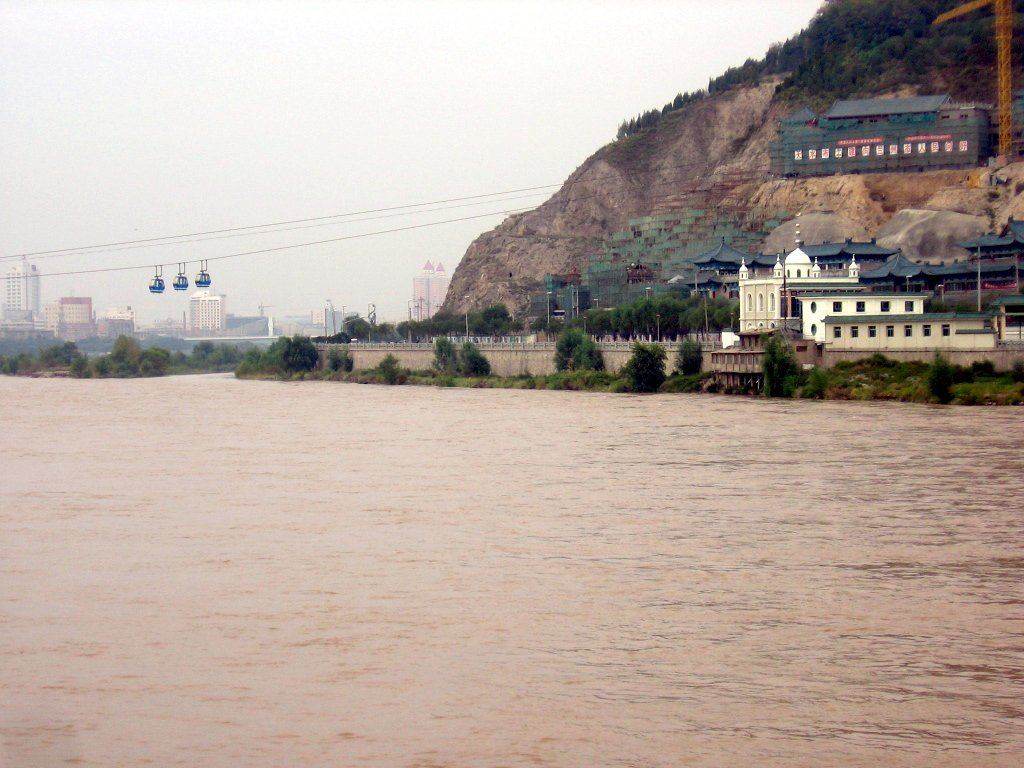
De Gele Rivier in Lanzhou. Deze rivier vormt de overgang naar de vochtig subtropische klimaatzone in China

In Azië wordt het vochtig subtropische klimaat vooral gekenmerkt door klimaatzones van het Cwa-type, dus met droge winters, als gevolg van de Siberische hogedrukgebieden die een koude moesson veroorzaken. Een goed voorbeeld van een streek met een Cwa-klimaat is het Sichuanbekken in China, het noordoosten van India en het noorden van Viëtnam. Belangrijke steden in Zuidoost-Azië waar een Cwa-klimaat wordt aangetroffen zijn Kathmandu, Chongqing, Chengdu, Shanghai, Nanjing, Busan, Taipei, Kyoto, Tokio en het meest naar het noorden Qingdao.
Deze Cwa-isotherm begint in het noorden van Pakistan en India, en loopt om de Himalaya heen tot in centraal China en Taiwan en het zuidelijkste deel van Zuid-Korea. In het oosten loopt de vochtig subtropische isotherm door tot in het zuiden van Japan (met name de eilanden Honshu, Kyushu en Shikoku en delen van de Japanse Zee).
Het Cfa-klimaat of warm zeeklimaat komt in Azië onder meer voor in het zuidoosten van China en het zuiden van Japan.
De Cfa-isotherm loopt in Oost-Azië door delen van oostelijk China (ongeveer vanaf de Gele Rivier tot aan de Parelrivier). Ook hier is de hoeveelheid neerslag in de zomer echter groter dan in de winter. Alleen in de Japanse Zee is de hoeveelheid neerslag 's winters en 's zomers gelijk door de aanlandige westenwind in de winter. De gemiddelde jaarlijkse neerslag bedraagt in deze streken 1000 mm, maar in gebieden onder de Himalaya kan dit gemiddelde veel hoger liggen.
In het westen van Azië gaat het subtropische klimaat geleidelijk over in een landklimaat of in een zeeklimaat.
Hoewel de vochtige subtropische klimaten in Azië tot het zuidoostelijke kwart van het continent meestal beperkt zijn, zijn er gebieden in het Midden-Oosten en de Kaukasus met vochtige subtropische klimaten die ongebruikelijk warm voor hun hoge breedtegraden en ook ongebruikelijk voor dit klimaattype zijn. De sneeuwval in de winter is hier vrij gemeenschappelijk, maar gewoonlijk van korte duur.
Vochtig-subtropische klimaatzones komen hier alleen voor in de meer kustgebieden rond de Kaspische Zee en de Zwarte Zee, meer in het bijzonder delen van Georgië, Azerbeidzjan, Turkije en Iran (in het bijzonder de provincies Gilan en Mazandaran). De gemiddelde jaarlijkse neerslag varieert van 740 mm in de Iraanse stad Sari tot meer dan 2000 mm in Bandar-e Anzali (waarvan 40 mm in de herfstmaanden oktober/november valt). De temperaturen zijn over het algemeen gematigd in vergelijking met andere delen van Midden-Oosten; zo bedraagt de gemiddelde maximumtemperatuur in de stad Rashjt in de zomer 28 °C, met een vrijwel verzadigde luchtvochtigheid. De gemiddelde temperatuur in januari is hier daarentegen slechts 9 °C.
Het klimaat in Azerbeidzjan vormt een grensgebied tussen de klimaattypen Cfa en Cfb (zeeklimaat). In Lənkəran in het zuidoosten bedraagt de gemiddelde jaarlijkse neerslag 1800 mm, in delen van de noordoostelijke Kaukasus loopt de gemiddelde jaarlijkse neerslag op tot meer dan 1000 mm. Op grotere hoogte gaat het vochtig-subtropische klimaat hier over in een zeeklimaat. Tijdens de winter kan er aan de kustgebieden sneeuw vallen, maar dit is gewoonlijk van korte duur.
Westelijk Georgië in het laagland Kolkheti (Colchis) en de noordkust van Turkije, hebben een klimaat dat lijkt op dat van Gilan en Mazandaran in Iran en op dat van zuidoostelijk en noordoostelijk Azerbeidzjan. Dit klimaat in noordelijk Turkije en westelijk Georgië vormt opnieuw een grensgebied tussen de klimaattypen Cfa en Cfb (zeeklimaat). Ook hier kan er tijdens de winter gedurende korte tijd aan de kustgebieden sneeuw vallen.

### Australië

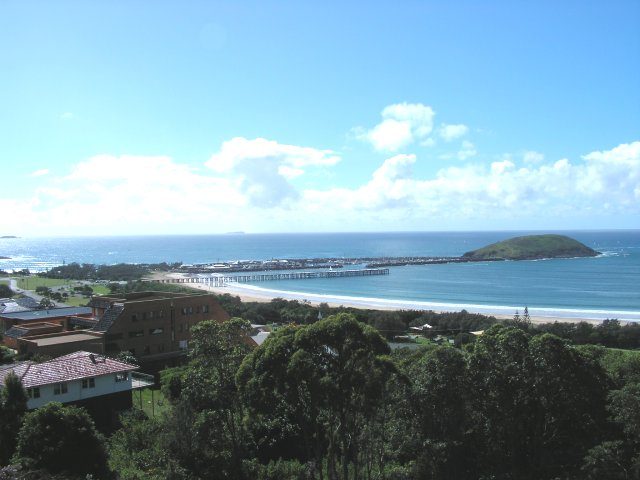
Coffs Harbour, New South Wales

In Zuid- en Oost-Australië loopt de vochtig subtropische klimaatzone vanaf Bundaberg naar Bega langs de kust van New South Wales, ongeveer tot aan Guyra en Katoomba. Het Groot Australisch Scheidingsgebergte vormt de scheidingslijn tussen het vochtig-subtropische klimaat van Australië en het Australische zeeklimaat (Köppen Cfb). Veel belangrijke Australische steden - zoals Sydney, Brisbane, Gold Coast, Newcastle en Wollongong- bevinden zich in deze vochtig subtropische zone. Dit zijn tevens de enige gebieden ter wereld waar de bodem rijk is aan fosfor. Ook kent Zuidoost-Australië van alle ten zuiden van de Steenbokskeerkring gelegen gebieden de meeste neerslag. Dit maakt het gebied bij uitstek geschikt voor de landbouw, die zich dan ook concentreert rondom Coffs Harbour, Grafton, Kempsey, Port Macquarie, Tamworth en Moree.
De hoeveelheid neerslag van jaar tot jaar varieert binnen deze zone echter zeer sterk als gevolg van hogedrukgebieden. Over het algemeen bedraagt de jaarlijkse neerslagsom meer dan 1000 mm, terwijl deze aan de kust kan oplopen tot 2000 mm. In Lismore bedroeg de totale hoeveelheid neerslag 550 mm in 1915 en meer dan 2,780 mm in 1950. Meer naar het noorden wordt de hoeveelheid zomerse neerslag groter; zo is in Brisbane de hoeveelheid neerslag in de zomermaand februari vijf keer zo hoog als in september. De gemiddelde temperatuur is ca. 29 °C in de zomermaand januari en 21 °C in de wintermaand juli. Vorst komt in deze gebieden uiterst zelden voor, behalve op grote hoogten.
In Darling Downs en verder naar het zuiden wordt de hoeveelheid zomerse neerslag kleiner. In de omgeving van Dubbo en de bergketens Warrumbungles en Nandewar is het aantal neerslagdagen in de winter groter dan in de zomer en is sprake van een woestijnklimaat. Ook zijn de temperatuurverschillen hier veel groter dan in het noorden van Australië. Zo kan in de zomer een gemiddelde maximumtemperatuur van meer dan 32 °C voorkomen, terwijl in de stad Mitchel gedurende de winterperiode soms bijna strenge vorst wordt gemeten.
Ten noorden van de Australische Cfa-klimaatzone ligt een gebied met een Cwa-klimaat dat zich uitstrekt van Rockhampton tot aan de Atherton Tableland-hoogvlakte. Hier zijn de winters een stuk droger; de hoeveelheid neerslag die hier tussen juni en oktober valt is verwaarloosbaar klein, terwijl de gemiddelde wintertemperatuur net iets onder de 18 °C ligt, waardoor dit gebied net geen tropisch savanneklimaat (classificatiesysteem van Köppen: Aw) kent.
Het uiterste noorden van Nieuw-Zeeland (Auckland) kent ook een vochtig-subtropische klimaatzone.

### Noord-Amerika
In Noord-Amerika en meer in het bijzonder in het zuiden en zuidoosten van de Verenigde Staten – waar vanuit de Golf van Mexico voortdurend zeewinden worden aangevoerd – komen veel vochtig subtropische klimaatzones voor. Het gaat bijna uitsluitend om het warm zeeklimaat (Cfa). Dit zijn met name: het oostelijke deel van Texas en grote delen van Louisiana, Arkansas, Mississippi, Tennessee, Kentucky, Alabama, North- en South Carolina, Florida en Virginia (behalve het zuidwesten van West Virginia en de Appalachen). Daarnaast kennen de volgende laaggelegen en stedelijke delen van de Midden-Atlantische Staten een vochtig-subtropisch klimaat: Maryland, Delaware, zuidoostelijk Pennsylvania en het zuidelijke en centrale deel van New Jersey. Iets meer naar het westen kennen ook de staten Missouri, Illinois en Indiana een dergelijk klimaat.
In meer noordelijk gelegen plaatsen binnen deze zone, zoals Louisville en Cincinnati, worden de winters gekenmerkt door veel sneeuwval en soms zware stormen. Ook is het weer in deze streken erg veranderlijk. Soms kan er midden in de zomer opeens sprake zijn van een tropische cycloon, zoals de orkaan Katrina die in 2005 over Alabama trok. Verder naar het zuiden en zuidoosten worden de winters milder met minder neerslag. Ook is in deze gebieden sprake van een soort zomerse moesson. Het meest sprekende voorbeeld van een vochtig-subtropische klimaatzone in Noord-Amerika is waarschijnlijk het Deep South-gebied. Hier zijn de zomers lang en met een gemiddelde dagelijkse temperatuur van meer dan 25 °C bijna tropisch te noemen. De winters zijn in dit gebied relatief mild en droog.
De belangrijkste Noord-Amerikaanse steden die zich in een vochtig-subtropische klimaatzone bevinden zijn: Houston, Dallas, Atlanta, Memphis, Birmingham, New Orleans, Nashville, Charlotte, Baltimore, Jacksonville, Orlando, Tampa, Richmond, Norfolk, Tulsa, Washington D.C. en Little Rock. De belangrijkste steden aan de noordelijke grens van deze klimaatzone zijn Saint Louis, Louisville, Cincinnati, Philadelphia en New York. Gebieden als Long Island en Connecticut vormen een overgangszone naar een vochtig continentaal klimaat (Dfa), hoewel ze als gevolg van de ware Golfstroom die vanuit de Atlantische Oceaan wordt aangevoerd over het algemeen nog als Cfa aan te merken zijn. In de steden Dallas, San Antonio en Oklahoma City valt minder regen, hetgeen de overgang naar een droger steppeklimaat in het westen (in de buurt van Lubbock) aankondigt.
Binnen de Canadese provincie Québec lopen de weersomstandigheden sterk uiteen, door het vele reliëf en doordat er wind uit alle luchtstreken wordt aangevoerd. Op grote hoogte wordt de subtropische wind uit het zuiden niet verdrongen door koude wind uit de poolstreken, waardoor op sommige plekken een vochtig-subtropisch microklimaat gecreëerd wordt..

### Midden-Amerika
In de delen van het Amerikaanse continent die het dichtst bij de evenaar liggen, zoals Mexico, overheerst over het algemeen een tropisch klimaat dat wordt gekenmerkt door een minimale thermische amplitude en gedurende het hele jaar zeer hoge temperaturen. In Mexico kunnen alleen enkele hooggelegen gebieden in de Transmanische-Mexicaanse Vulkanengordel en de Oostelijke Sierra Madre als Cwa/Cfa-klimaatzones worden aangemerkt. Ook in het aangrenzende Honduras in de hoger gelegen gebieden
heerst als gevolg van de aanlandige zeewind een vochtig subtropisch klimaat, waardoor het hier iets koeler is dan in de rest van Midden-Amerika.

### Zuid-Amerika
In Zuid-Amerika komen Cfa-zones voor in het meest zuidelijke deel van Brazilië (het gebied rond Porto Alegre en Curitiba), het zuiden van Paraguay en in geheel Uruguay. Verder ook in lokale valleien in Peru, Bolivia en Chili. Cwa-klimaatzones komen hier voor in het noordwesten van Argentinië (de Andes) en in de hooggelegen gebieden binnen de deelstaten São Paulo en Minas Gerais.

## Vegetatie en landbouw

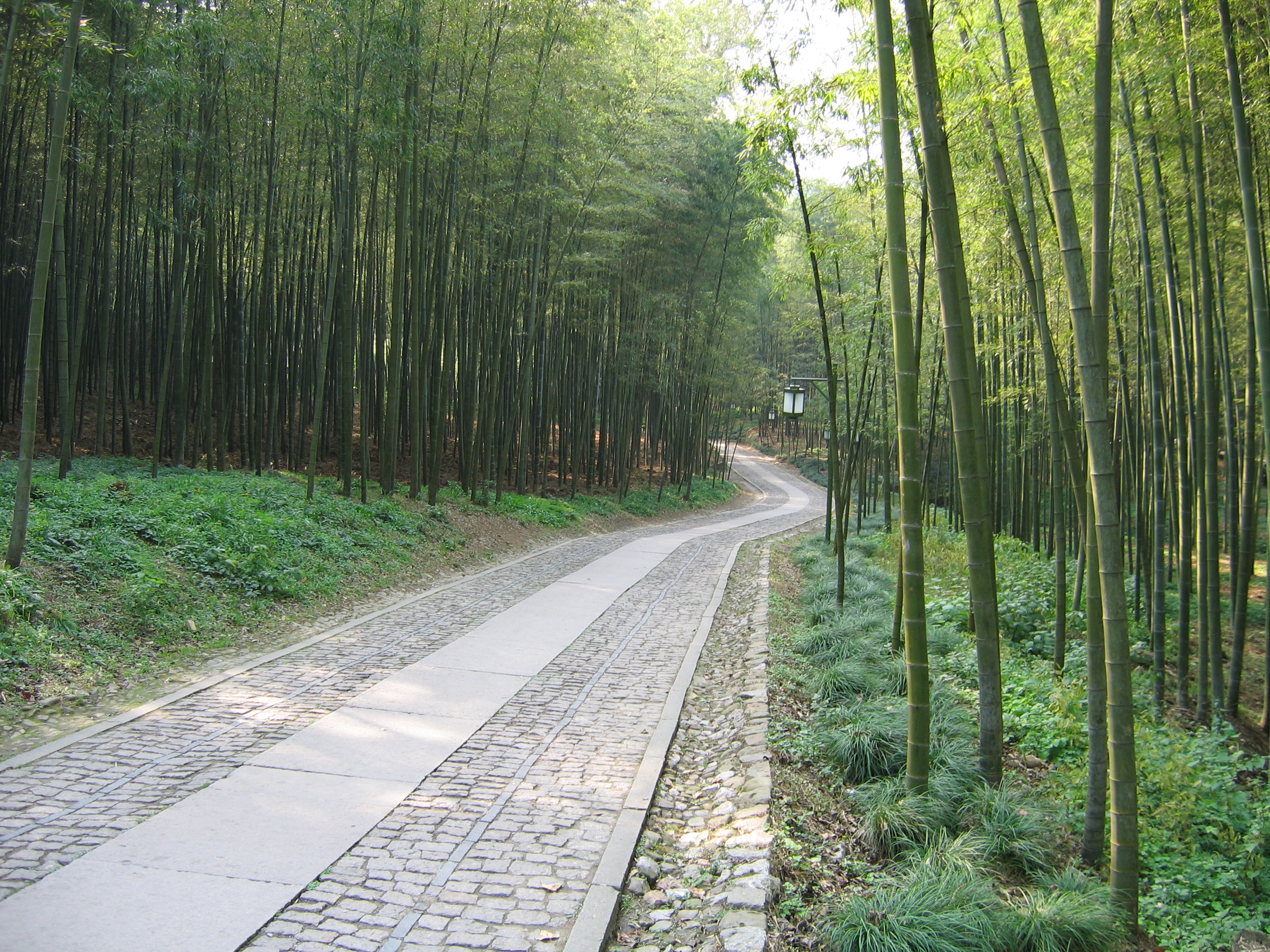
Chinese bamboe

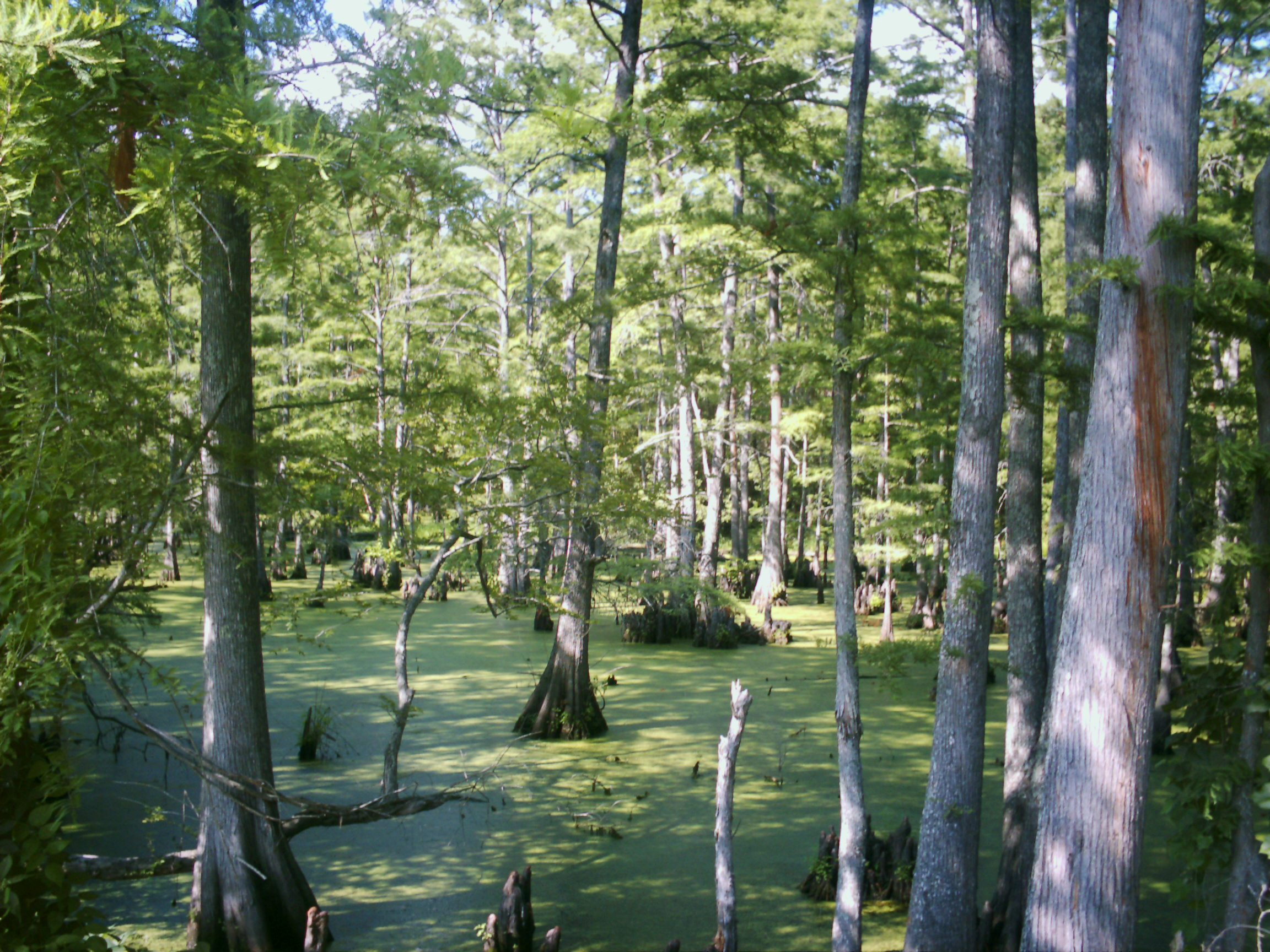
Vochtig-subtropisch klimaatlandschap in het zuidoosten van Texas.

De grote hoeveelheid neerslag en de betrekkelijk milde winters maken in vochtig subtropische klimaatzones een weelderige plantengroei mogelijk. Zo komen in Zuid-Amerika en Australië regenwoud met onder andere palmbomen, magnolias, kamferbomen en tropische coniferen voor, naast gras en struiken. In het vochtig-subtropische deel van China groeien bamboe en boomvarens.
In de vochtig-tropische luchtstreken van de Verenigde Staten worden onder meer de volgende boomsoorten aangetroffen: de vijvercipres, de kale cipres, de moerasden en de wierookden. Daarnaast groeien er bladverliezende bomen zoals de rode pavia, de rode berk, de bloemkornoelje en verschillende eikensoorten zoals de Quercus stellata en de Quercus virginiana. Palmbomen groeien vooral in de staat Florida, hoewel de Sabal palmetto en de Serenoa repens ook in Zuid-Florida worden aangetroffen.
Een vochtig subtropisch klimaat maakt een gebied niet alleen bij uitstek geschikt voor het telen van rijst, maar ook voor andere producten zoals katoen, rietsuiker, citrusvruchten, pinda's en tabak. In de vochtig subtropische luchtstreken van Zuidoost-Azië worden naast rijst ook andere graanproducten verbouwd die het in de tropen minder goed doen, zoals tarwe, boekweit, gierst, koren en sojabonen.

## Belangrijke steden met een Cwa/Cfa-klimaatzone
| - Atlanta, Verenigde Staten - New York, Verenigde Staten (Cfa/Dfa) - Philadelphia, Verenigde Staten (Cfa) - Washington D.C., Verenigde Staten - Guadalajara, Mexico (Cwa) - Monterrey, Mexico (Cfa/BSh) - Buenos Aires, Argentinië (Cfa) - São Paulo, Brazilië (Cwa/Cfa) - Porto Alegre, Brazilië (Cfa) - Montevideo, Uruguay (Cfa) - Tokio, Japan (Cfa) - Osaka, Japan (Cfa) - Nagoya, Japan (Cwa/Cfa) - Busan, South Korea (Cwa) - New Delhi, India (Cwa) | - Islamabad, Pakistan (Cwa) - Kathmandu, Nepal (Cwa) - Shanghai, China (Cfa) - Hongkong, China (Cwa) - Wuhan, China (Cfa) - Taipei, Taiwan (Cwa/Cfa) - Brisbane, Australië - Sydney, Australië (Cfa) - Auckland, Nieuw-Zeeland (Cfa) - Corvo, Azoren, Portugal (Cfa) - Toulouse, Frankrijk (Cfa) (aan de noordgrens van de klimaatzone) - Milaan, Italië (Cfa) - Rijeka, Kroatië (Cfa) - Skopje, Noord-Macedonië (Cfa) - Boekarest, Roemenië (Cfa/Dfa) - Varna, Bulgarije (Cfa) - Simferopol, Oekraïne (Cfa) - Siguatepeque, Honduras (Cwa) - Sotsji, Rusland (Cfa) - Batoemi, Georgië (Cfa) - Adapazarı, Turkije (Cfa) - Izmit, Turkije (Cfa) - Lənkəran, Azerbeidzjan (Cfa) - Rashjt, Iran (Cfa) - Sari, Iran (Cfa) - Durban, Zuid-Afrika (Cfa) - Pretoria, Zuid-Afrika (Cwa) |  |